# Canel·lals
Les canel·lals (Canellales), són un ordre de plantes angiospermes. L'actual sistema APG IV de classificació de les angiospermes, col·loca aquest ordre dins del clade de les magnòlides.
El següent cladograma representa la composició actual i la filogènia de les canel·lals:
|  | Laurales    |
|  |             |
|  | Magnoliales |
|  |             |

| Canellales | \| \| Canellaceae Mart. (1832) - Canel·làcies \| \| \| \| \| \| Winteraceae R.Br. ex Lindl. (1830) - Winteràcies \| \| \| \| |
|            | \| \| Canellaceae Mart. (1832) - Canel·làcies \| \| \| \| \| \| Winteraceae R.Br. ex Lindl. (1830) - Winteràcies \| \| \| \| |
|            | Canellaceae Mart. (1832) - Canel·làcies                                                                                      |
|            | |
|            | Winteraceae R.Br. ex Lindl. (1830) - Winteràcies                                                                             |
|            | |

|  | Canellaceae Mart. (1832) - Canel·làcies          |
|  |                                                  |
|  | Winteraceae R.Br. ex Lindl. (1830) - Winteràcies |
|  |                                                  |

| Canellales | \| \| Canellaceae Mart. (1832) - Canel·làcies \| \| \| \| \| \| Winteraceae R.Br. ex Lindl. (1830) - Winteràcies \| \| \| \| |
|            | \| \| Canellaceae Mart. (1832) - Canel·làcies \| \| \| \| \| \| Winteraceae R.Br. ex Lindl. (1830) - Winteràcies \| \| \| \| |
|            | Canellaceae Mart. (1832) - Canel·làcies                                                                                      |
|            | |
|            | Winteraceae R.Br. ex Lindl. (1830) - Winteràcies                                                                             |
|            | |

|  | Canellaceae Mart. (1832) - Canel·làcies          |
|  |                                                  |
|  | Winteraceae R.Br. ex Lindl. (1830) - Winteràcies |
|  |                                                  |

|  | Laurales    |
|  |             |
|  | Magnoliales |
|  |             |

| Canellales | \| \| Canellaceae Mart. (1832) - Canel·làcies \| \| \| \| \| \| Winteraceae R.Br. ex Lindl. (1830) - Winteràcies \| \| \| \| |
|            | \| \| Canellaceae Mart. (1832) - Canel·làcies \| \| \| \| \| \| Winteraceae R.Br. ex Lindl. (1830) - Winteràcies \| \| \| \| |
|            | Canellaceae Mart. (1832) - Canel·làcies                                                                                      |
|            | |
|            | Winteraceae R.Br. ex Lindl. (1830) - Winteràcies                                                                             |
|            | |

|  | Canellaceae Mart. (1832) - Canel·làcies          |
|  |                                                  |
|  | Winteraceae R.Br. ex Lindl. (1830) - Winteràcies |
|  |                                                  |

| Canellales | \| \| Canellaceae Mart. (1832) - Canel·làcies \| \| \| \| \| \| Winteraceae R.Br. ex Lindl. (1830) - Winteràcies \| \| \| \| |
|            | \| \| Canellaceae Mart. (1832) - Canel·làcies \| \| \| \| \| \| Winteraceae R.Br. ex Lindl. (1830) - Winteràcies \| \| \| \| |
|            | Canellaceae Mart. (1832) - Canel·làcies                                                                                      |
|            | |
|            | Winteraceae R.Br. ex Lindl. (1830) - Winteràcies                                                                             |
|            | |

|  | Canellaceae Mart. (1832) - Canel·làcies          |
|  |                                                  |
|  | Winteraceae R.Br. ex Lindl. (1830) - Winteràcies |
|  |                                                  |

|  | Laurales    |
|  |             |
|  | Magnoliales |
|  |             |

| Canellales | \| \| Canellaceae Mart. (1832) - Canel·làcies \| \| \| \| \| \| Winteraceae R.Br. ex Lindl. (1830) - Winteràcies \| \| \| \| |
|            | \| \| Canellaceae Mart. (1832) - Canel·làcies \| \| \| \| \| \| Winteraceae R.Br. ex Lindl. (1830) - Winteràcies \| \| \| \| |
|            | Canellaceae Mart. (1832) - Canel·làcies                                                                                      |
|            | |
|            | Winteraceae R.Br. ex Lindl. (1830) - Winteràcies                                                                             |
|            | |

|  | Canellaceae Mart. (1832) - Canel·làcies          |
|  |                                                  |
|  | Winteraceae R.Br. ex Lindl. (1830) - Winteràcies |
|  |                                                  |

| Canellales | \| \| Canellaceae Mart. (1832) - Canel·làcies \| \| \| \| \| \| Winteraceae R.Br. ex Lindl. (1830) - Winteràcies \| \| \| \| |
|            | \| \| Canellaceae Mart. (1832) - Canel·làcies \| \| \| \| \| \| Winteraceae R.Br. ex Lindl. (1830) - Winteràcies \| \| \| \| |
|            | Canellaceae Mart. (1832) - Canel·làcies                                                                                      |
|            | |
|            | Winteraceae R.Br. ex Lindl. (1830) - Winteràcies                                                                             |
|            | |

|  | Canellaceae Mart. (1832) - Canel·làcies          |
|  |                                                  |
|  | Winteraceae R.Br. ex Lindl. (1830) - Winteràcies |
|  |                                                  |

|  | Laurales    |
|  |             |
|  | Magnoliales |
|  |             |

| Canellales | \| \| Canellaceae Mart. (1832) - Canel·làcies \| \| \| \| \| \| Winteraceae R.Br. ex Lindl. (1830) - Winteràcies \| \| \| \| |
|            | \| \| Canellaceae Mart. (1832) - Canel·làcies \| \| \| \| \| \| Winteraceae R.Br. ex Lindl. (1830) - Winteràcies \| \| \| \| |
|            | Canellaceae Mart. (1832) - Canel·làcies                                                                                      |
|            | |
|            | Winteraceae R.Br. ex Lindl. (1830) - Winteràcies                                                                             |
|            | |

|  | Canellaceae Mart. (1832) - Canel·làcies          |
|  |                                                  |
|  | Winteraceae R.Br. ex Lindl. (1830) - Winteràcies |
|  |                                                  |

| Canellales | \| \| Canellaceae Mart. (1832) - Canel·làcies \| \| \| \| \| \| Winteraceae R.Br. ex Lindl. (1830) - Winteràcies \| \| \| \| |
|            | \| \| Canellaceae Mart. (1832) - Canel·làcies \| \| \| \| \| \| Winteraceae R.Br. ex Lindl. (1830) - Winteràcies \| \| \| \| |
|            | Canellaceae Mart. (1832) - Canel·làcies                                                                                      |
|            | |
|            | Winteraceae R.Br. ex Lindl. (1830) - Winteràcies                                                                             |
|            | |

|  | Canellaceae Mart. (1832) - Canel·làcies          |
|  |                                                  |
|  | Winteraceae R.Br. ex Lindl. (1830) - Winteràcies |
|  |                                                  |

## Història
L'ordre de les canel·lals va ser descrit per primer cop l'any 1957 pel botànic estatunidenc Arthur John Cronquist (1919-1992) a l'article Outline of a New System of Families and Orders of Dicotyledons, on proposava aquest nou ordre amb la família de les canel·làcies com a únic component. No obstant això, no el va incloure al sistema de classificació que va desenvolupar posteriorment, conegut com a sistema Cronquist, i publicat definitivament l'any 1981. En aquesta classificació va situar les canel·làcies dins l'ordre de les magnolials.
L'any 2002 el Grup per a la filogènia de les angiospermes va publicar una revisió actualitzada del seu sistema de classificació de les angiospermes, el que es coneix com a sistema APG II, on van afegir alguns ordres que no hi eren a la primera versió publicada el 1998, entre ells van recuperar les canel·lals. En aquest cas, a diferència de la primera proposta de Cronquist, l'ordre incloïa dues famílies, les canel·làcies i les winteràcies. Aquesta composició es va mantenir al sistema APG III (2009) i a l'actual sistema APG IV (2016).